# Heidi Mount
Heidi Mount (Heidi Whitworth, Salt Lake City, 6 de abril de 1987) é uma modelo norte-americana.
A sua carreira internacional inclui desfiles para Michael Kors, Bottega Veneta, Sonia Rykiel, Versace e Valentino. Fez também campanhas publicitárias para marcas como Chanel, Prada e Bally Shoe, entre outras.

## Carreira
Heidi Mount foi descoberta com apenas 12 anos, quando assistia a um concerto com a sua mãe e irmã.
Iniciou a sua carreira de modelo em 2003, assinando com a agência Ford Models. A sua estreia num desfile internacional aconteceu na coleção de Primavera 2004 do estilista Yohji Yamamoto. A partir daí fez campanhas para Frankie Morello e Armani Jeans. Em 2007, decidiu fazer uma pausa, ao casar com o seu namorado Shawn Mount.
Em Setembro de 2007 assinou contrato com a agência IMG Models e retornou às passarelas para os desfiles das coleções de Verão de 2008 de Alexander McQueen e Stella McCartney. Um ano depois, substituiu Claudia Schiffer como modelo da Chanel para a Primavera de 2009, fazendo a abertura e o encerramento do desfile. Fez também os desfiles para Alexander McQueen, CK One e Gap.
Numa entrevista para a New York Times Women's Fashion afirmou que a inspiração para a sua carreira foi a supermodelo norte-americana Christie Brinkley.